# Andorkó Gyula
Andorkó Gyula (Bodolló, 1883. február 2. – Budapest, 1909. március 24.) magyar festőművész. További névváltozatok: Július Andorko, Julius von Andorko, Jules Andorko.

## Tanulmányok

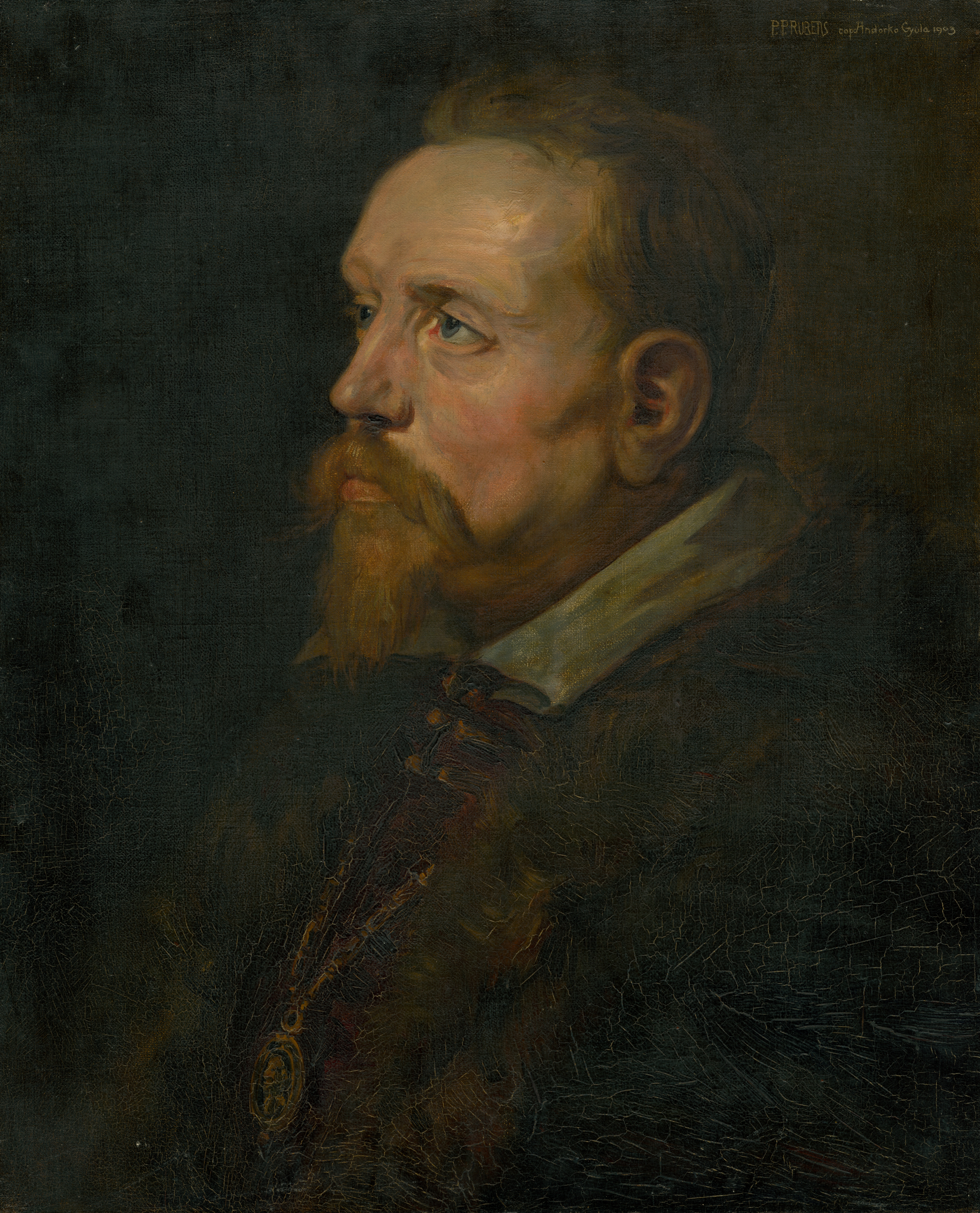
Andorkó Gyula: Férfi portré
55cmx45cm, olaj vászonon
jelzés jobb felső sarok:
P.P.RUBENS cop. Andorko Gyula 1903

Andorkó Gyula Bodolló községben, Abaúj-Torna vármegyében született 1883. február 2-án. Gimnáziumi tanulmányait Eperjesen, Budapesten és Rimaszombaton végezte. Az Országos Magyar Királyi Iparművészeti Tanoda diákjaként tanult tovább, ahol Pap Henrik volt a tanára. Innen fél év után továbbutazott Münchenbe, itt négy évig tanult festészetet. Professzora Gabriel von Hackl, a historizmus irányzatát követő festő volt, aki 1878-tól asszisztens professzor, majd 1880-tól a Müncheni Művészeti Akadémia rajz osztályának vezetői tisztségét töltötte be 1919-ig.
A források két további müncheni mesterét emlegetik az akadémián, de csak vezetéknévvel: Herterich és Zügel.
A Herterich nevű professzor tekintetében van némi bizonytalanság, mivel ebben az időben a Müncheni Művészeti Akadémia mesterei közt egy testvérpár, Johann Caspar Herterich és Ludwig von Herterich szerepel. Az idősebb Caspar Herterich a Naturklasse vezetője volt. 1905-ben elhunyt, de halála csak Andorkó müncheni tartózkodása vége felé következett be, így ő is lehetett mestere. Történelmi festményeket és zsánerképeket festett, melyek fel-felbukkannak aukciókon. — Ludwig von Herterich 1873-tól tanult a saját bátyjánál és Wilhelm von Diez mesternél a müncheni akadémián, ezután a Münchner Damenakademie(de), majd a Kunstschule Stuttgart oktatója lett. 1899-től 1924-ig pedig a Müncheni Művészeti Akadémia festő osztályának vezetője volt. 1932-ben bekövetkezett haláláig, nyugdíjazása után is folytatta az oktatói tevékenységet. Portrékat és monumentális műveket festett. A monumentális művészet elsősorban középületekben, műemlékekben, reprezentációs célú, impozáns épületekben látható, és a természetes emberi életnagyság túllépése jellemzi. A Harz hegységben található Wolfsbrunn(de) kastélyt díszítő alkotásokat müncheni mesterek készítették. Ludwig von Herterich munkái is láthatók itt.
A források által emlegetett másik professzor Heinrich von Zügel. Zsánerképeket festett, de még ismertebbek háziállat-ábrázolásai, melyeket a Nagy Német Művészeti Kiállításon is bemutattak. Az 1880-as évek elején Zügel felfedezte a Dachau melletti magasláp tájat. A szabadban kezdett festeni. Az állatok levegőben és fényben való atmoszférikus megjelenítése, a nap és a víz tükröződésének megörökítése, a fény és árnyék játéka a realizmustól az impresszionista ábrázolásmód felé vezette. A részletek egyre inkább alárendelődnek az összbenyomásnak. Pályája során az ökrös fogat ábrázolásának huszonnégy különböző feldolgozásán jól megfigyelhető fejlődésének útja, mely végül a kubizmus felé tartott.
Az intézmény, melynek mai neve Akademie der Bildenden Künste München, precíz archívumot vezet a honlapján. A diákok sorában meg lehet találni Andorkó Gyula nevét, Julius von Andorkó formában, Gabriel von Hackl tanítványai közt. A többi mesterek diákjai között nem szerepel neve. Ennek az az oka, hogy csak annak a professzornak a listáján szerepelnek a diákok, aki az akadémiára felvette őket, és első mesterük volt. Így arra nem derül fény, hogy melyik Herterich professzorra utalnak a források. Elképzelhető, hogy mindkettőjük tanította. Az archívumból az is kiderül, hogy Andorkó Gyula Hackl professzornál 1902-ben kezdte tanulmányait. Ekkor lakóhelyeként nem Bodolló, hanem Zsujta volt megjelölve. 

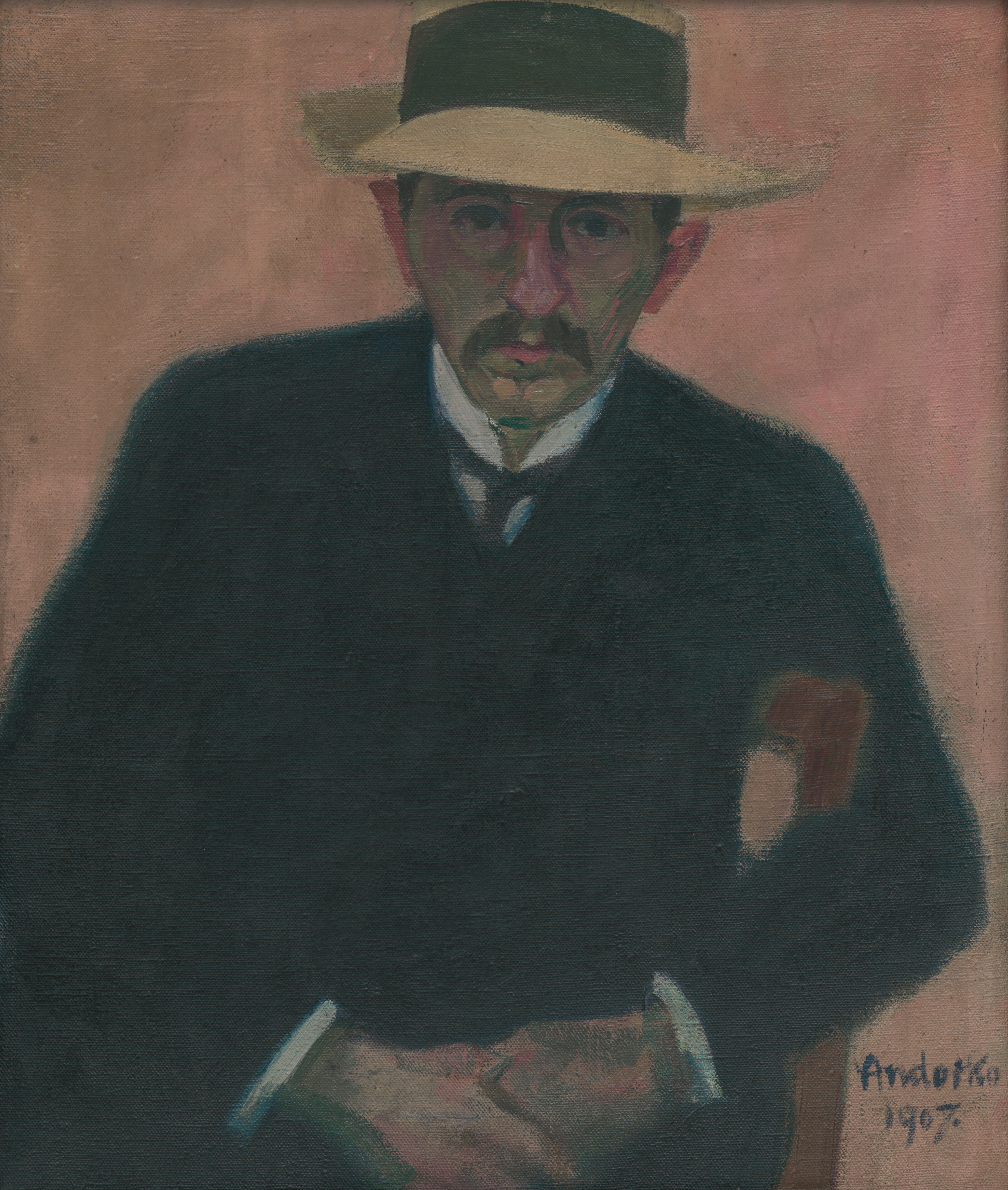
Andorkó Gyula: Ülő férfi portréja (1907)

A 20. század fordulója körül sok magyar művész tanult Münchenben, közülük többen a párizsi Julian Akadémián is képezték magukat, illetve kötődtek a Nagybányai festőiskolához is. Párizs a művészet fővárosának számított ebben az időben. Néhány év leforgása alatt számtalan új irányzat születésének tanúja volt. Andorkó Gyula pályáját követve fontosak azok a kapcsolatok, melyeket tanulmányai során szerzett, és amelyek arra ösztönözték, hogy később maga is Párizsba menjen.
Gabriel von Hackl pályafutása során számos magyar diákot tanított. 1886-ban kezdett osztályában tanulni Iványi-Grünwald Béla, Neogrády Antal (Anton Neogrady ) és Zemplényi Tivadar (Theodor Zempleny). A következő évben lett diákja Demjén László (Ladislaus Demjen) és Vaszary János (Johann Waszary). Tanitványa volt a Vastagh-testvérpár: Vastagh Géza és a később szobrászként tevékenykedő Vastagh György. Az erdélyi Háromszékről származó Vastagh művészcsalád különböző műfajokban alkotó tagjai három generáción keresztül, százhúsz éven át voltak jelen a 19–20. század magyar képzőművészetében. Ugyancsak 1987-ben kezdte tanulmányait a későbbi karikaturista Elemér Jankó (Elemer Ianko). További magyar tanítványok voltak Kunffy Lajos, Koszta József, Balló Aurél, Basa Jenő és Pór Bertalan.
Franz Marc egy évvel Andorkó előtt kezdte tanulmányait Hackl professzornál, és egy éven keresztül diáktársak  voltak. Franz Marc 1903-ban Párizsba utazott, s ezen útja során fedezte fel Eugène Delacroix, Gustave Courbet és az impresszionisták festményeit, ezek a benyomások később nagy hatással voltak festői stílusára. Münchenbe való visszatérése után végleg otthagyta a Képzőművészeti Akadémiát.
1902-ben Andorkó Gyulával együtt kezdte meg tanulmányait Hackl professzornál Adolf Millich(fr), Hans Weber(de), Richard Weise, Otto Hofmann, Adolphe Behrmann(en), Julius Engelhard(de), Demeter Harlescu, Roland Stebbins, Guido Brunner, Hans Metzger(de), Max Angerer(de), Salamon Hermann, Robert Zartmann(fr), Walther Bondy(de) és Emil Frei. Adolf Millich egy véletlen folytán ismerte meg Münchenben Jules Pascint, aki a Simplicissimus szatírikus hetilapba készített rajzokat, és buzdította, hogy menjen tovább Párizsba.
Több forrás említi, hogy a professzorok hamar megkedvelték a szorgalmas diákot. Andorkó két nyarat Heinrich von Zügel professzorral töltött Wörth-ben. Itt készültek nagyméretű állattanulmányai. Wörthi asszony című képe 1921-ben szerepelt a Nemzeti Szalon kiállításán. Münchenben ezüstéremmel tüntették ki az akadémián. Szorgalmát mutatja, hogy Andorkó Gyulát 1904-ben és 1906-ban a nagybányai szabadiskola hallgatói között is megtaláljuk.

## További pályája

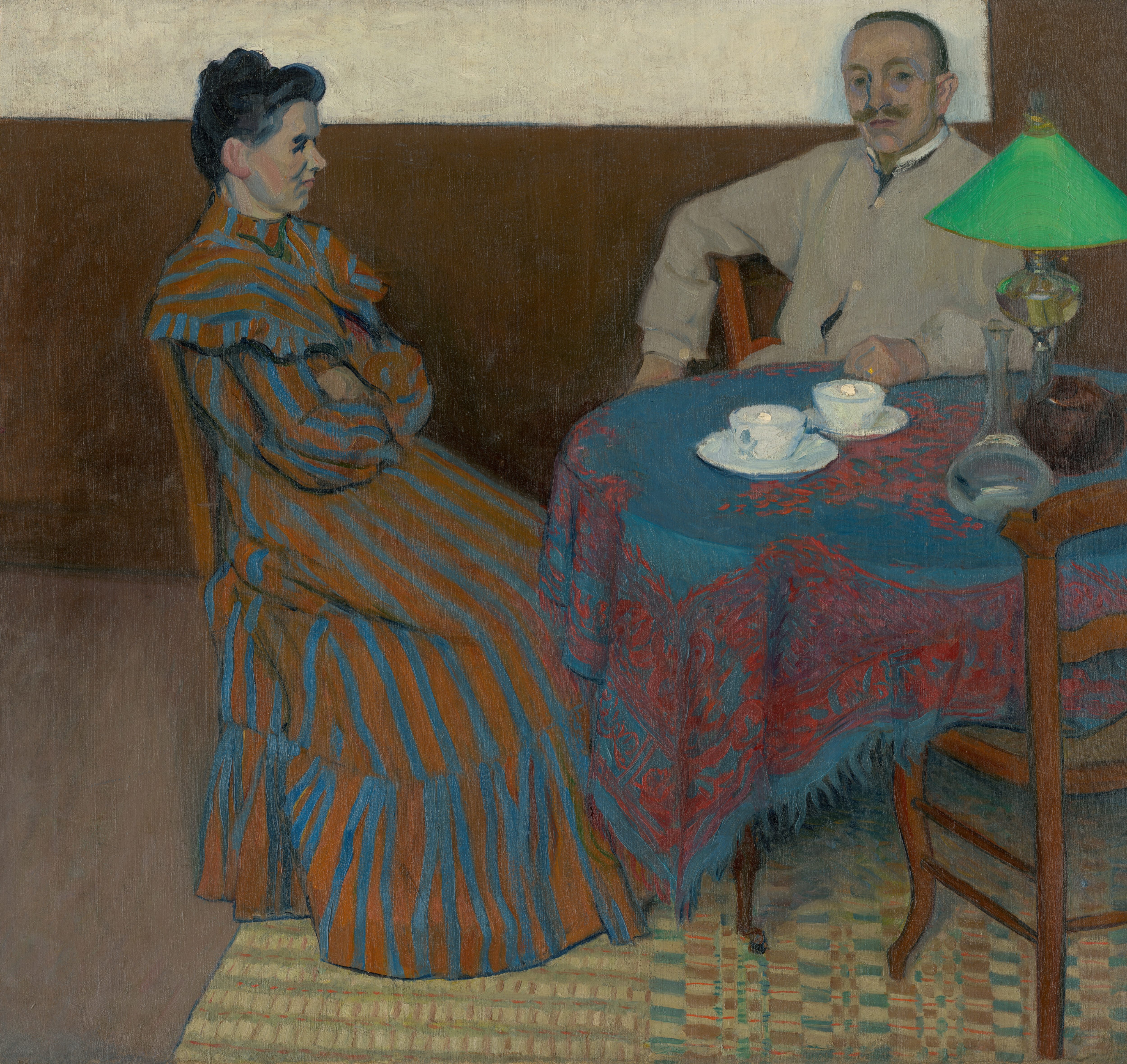
Andorkó Gyula: Pár az asztalnál
olaj vásznon, 112 cm × 119,7 cm

Andorkó az akadémián elért sikereiben bízva háromszor pályázott az Andrássy-ösztöndíjra, de hiába. Ugyanakkor az állam 1906-ban 1600 koronás ösztöndíjat juttatott neki. Tanulmányai végeztével a francia főváros csábító művészeti vonzerejének engedve Párizsba ment. Itt Andorkó egy ideig a Quai St. Michel 15-ben, a 19-es szám alatt lakó Matisse és Marquet(en) szomszédságában talált lakást. Mindannyian gyakran festették a Szajnát és a Pont San Michelt az ablakukból kitekintve. A Szépművészeti Múzeum gyűjteményében lévő négy Andorkó Gyula által festett kép közül A Szajna hídja című, 1908-ban festett kompozíció erős rokonságot mutat Tihanyi azonos évben készült művével, mely a Pont Saint-Michelt szinte azonos nézőpontból ábrázolja, valamint Matisse néhány hasonló témájú alkotásával. Az Ernst Múzeumban 1920-ban rendezett aukción feltűnt egy 1907-re datált Andorkó-mű Matisse szerecsen modellje címmel, amely arra utal, hogy megérkezése után nem sokkal már közeli ismeretségbe került a francia festővel.
Andorkó Gyula 1907-ben kiállított három képet az Őszi Szalon keretében. Ezek közül az egyik egy önarckép volt. A következő évben ismét a kiállítók között található az Őszi Szalonon. Ekkor a Búcsú, Konyha és Szajna-parti részlet című festményei szerepeltek. Több forrás említi az 1908-as Őszi Szalonon kiállított képeinek pozitiv kritikai visszhangját. Megemlítik, hogy Clovis Sagot műkereskedő hajlandónak mutatkozott arra, hogy Andorkó képeit közvetítse vevők felé, de létrejött üzletet végül nem említenek. Clovis Sagot vérbeli, számító kereskedő hírében állt. A Montmartre sok fiatal művészének szorult helyzetét kihasználva szerzett meg olcsón, később vagyonokat érő alkotásokat. Pablo Picasso úgy emlékezett rá, hogy olyan ember volt, aki pontosan fel tudta mérni, mennyire súlyos az anyagi válsága a művésznek, és abból a maximális hasznot tudta kihúzni.
Andorkó Gyula részt vett 1908-ban a nizzai kiállításon is Virágos temető és Szundikálás című képeivel. Még ebben az évben megjelent Budapesten is: Rudnóki búcsú című festményét a MIÉNK kiállításán elismeréssel fogadta a hazai kritika. A MIÉNK katalógus Andorkó József néven hivatkozik rá a kiállítók felsorolásánál, de a művek listáján már Gyula szerepel keresztneveként.

## Van Gogh-virágcsendélet

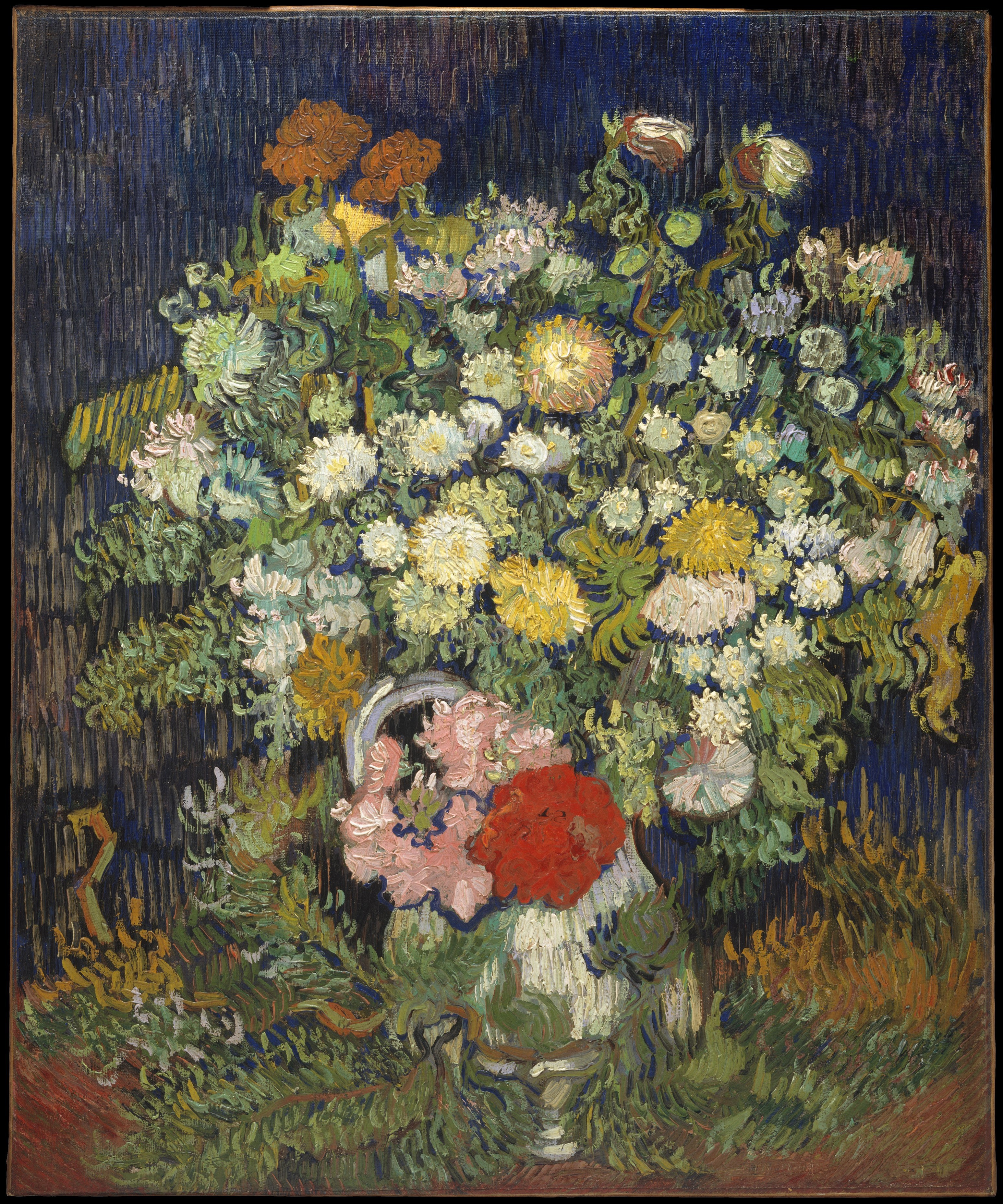
Vincent van Gogh
Virágcsokor vázában (1890)
olaj vászon, 65 cm × 54 cm

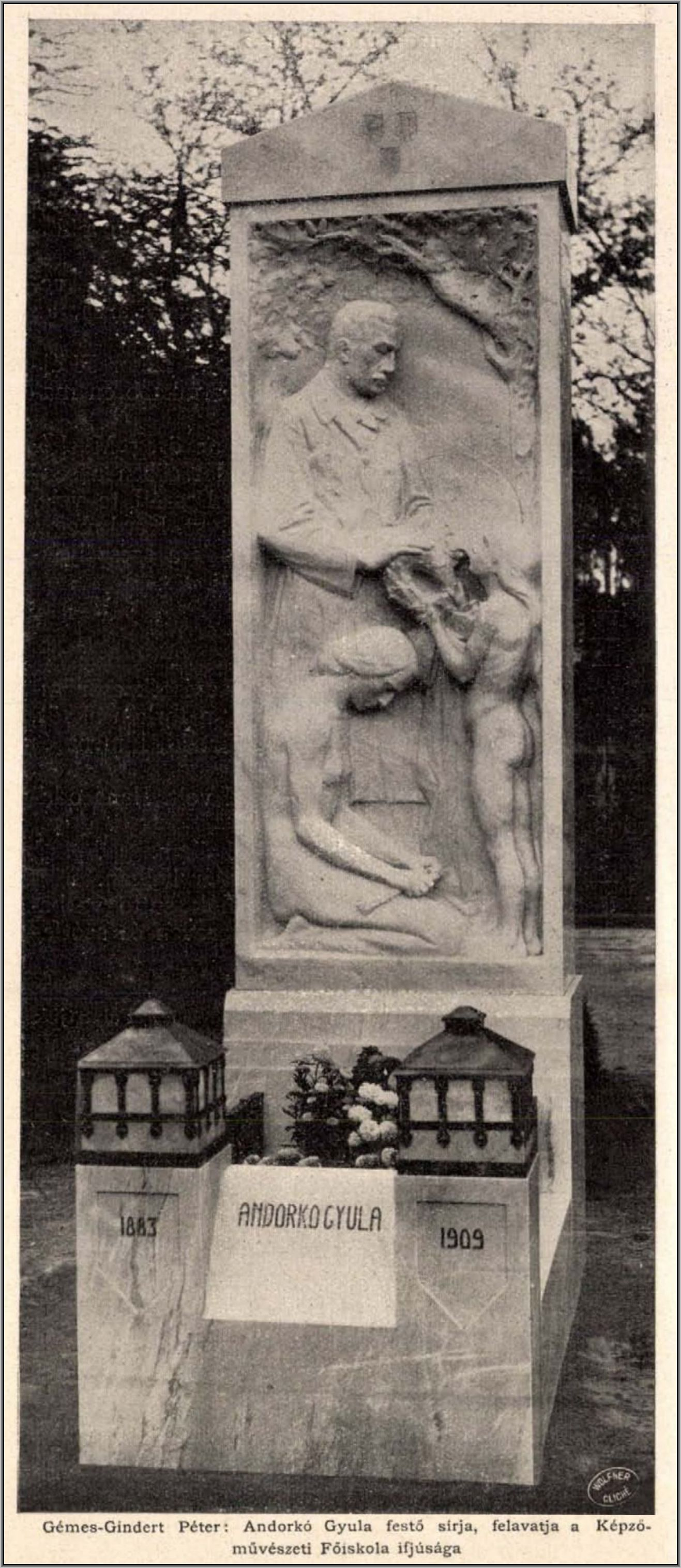
Andorkó Gyula egykori, mára elpusztult sírja a Kerepesi temetőben, Gémes-Gindert Péter alkotása, 1910

Andorkó Gyula 1907-ben több hónapot töltött Hollandiában, aminek a művészettörténetben egy érdekes elsőbbségi helyezést köszönhet: ő volt az első magyar, aki egy eredeti Van Gogh-képet mondhatott magáénak.
Vincent van Gogh műveinek első átfogó katalógusát Jacob Baart de la Faille (1886–1959) belga-holland jogtudós és művészettörténész állította össze. Tizenegy évnyi munka után ennek a műnek az első, négykötetes kiadása 1928-ban jelent meg a van Oest kiadónál Brüsszelben. Nem sokkal később Otto Wacker berlini műkereskedő szándékos vagy téves ítélete folytán csalás miatt botrány tört ki. Kiderült, hogy Wacker harminc hamis Van Gogh-képet vizsgáltatott meg, amiket De la Faille valódinak ítélt. Ezután a katalógust felülvizsgálták, és az Oest kiadó megjelentette a hamis Van Gogh-képek katalógusát mintegy 174 képpel. Baart de la Faille eredeti katalógusának javított és újra kiadott verziója azonban ma is standard műnek számít.
A New York-i Metropolitan Museum of Art kollekciójának egyik Van Gogh által festett virágcsendélete, a De la Faille által összeállított életmű katalógusban 1890-re datált olajfestmény, és 588-as számon szerepel.  De la Faille a kép provenienciáját (eredetét) „Jules Andorko, Paris” bejegyzéssel kezdi, majd a jól ismert párizsi Druet Galériával folytatja, amelynek tulajdonosa már 1908-ban kiállítást rendezett Van Gogh műveiből.
A Szépművészeti Múzeum Irattárában Molnos Péter véletlenül talált rá Andorkó egy 1908. október 25-én kelt eredeti, kézzel írott levelére, melyben ezt a Van Gogh-virágcsendéletet felajánlja a múzeumnak 12 ezer koronáért megvételre. Van Gogh ekkor még nem volt ismert, ezért a múzeum érdeklődött képeinek aktuális árairól a Breslauban galériát működtető Franz Hanckénél, aki egy Van Gogh-képlistát küldött válaszként 3000 és 11800 korona közötti árakkal. Ezeket az árakat látva a múzeum nem vásárolta meg a ma már felbecsülhetetlen értékű képet. Így Andorkó Párizsban a Druet Galériának adta el. Innen sok kézen át került végül a New York-i Metropolitan Museum of Art kollekciójába.
A múzeumnak írott levél keltezése azt bizonyítja, hogy Andorkó Gyula volt az első olyan magyar, aki egy eredeti Van Gogh-képet birtokolt. A képet 1907-ben Hollandiában töltött ideje alatt szerezte. A 20. század egyik legjelentősebb hazai műgyűjtője, Kohner Adolf így csak második helyen áll a bécsi Miethke Galériától megvásárolt Olajerdő című Van Gogh-képpel, melyet 1910 tavaszán a Művészházbeli Nemzetközi impresszionista kiállításra beadott.

## Halála
Andorkó 1908-ban hazajött Liptószentmiklósra. Menyasszonya egy ideges rohamában a vonat elé feküdt. Halála tragédiák sorozatát váltotta ki. Édesapja felakasztotta magát, a család cselédje  kútba ugrott. Andorkó Gyula nem tudta kiheverni a traumát. Nyolc hónapig ápolták intézetben. Amikor kiengedték, hiába próbált festeni, nem tudott visszatalálni önmagához. Kétségbeesésében főbe lőtte magát. Rózsaffy Dezső írt nekrológot a Nyugat folyóiratban, melyben méltatta tehetségét.
1909. március 25-én bekövetkezett halála után közel másfél évvel, 1910 decemberében hagyatékából kiállítást rendezett a budapesti Művészotthon. A tárlat nagy sikert aratott, a kritikák kiemelték Andorkó műveinek Cézanne, Gauguin és Van Gogh festményeivel való rokonságát, s a Szépművészeti Múzeum négy festményt is megszerzett a hagyatékból.
1910. október 19-én Budapesten a Kerepesi temetőben avatták fel Andorkó Gyula síremlékét, melyet Gémes-Gindert Péter mintázott. A relief főalakja a művész. Szabó Lajos, a Képzőművészeti Főiskola tanárjelöltje mondott fölavató beszédet, ezután Jendrassik igazgatóhelyettes helyezte el a Képzőművészeti Társulat koszorúját.
Hagyatéki kiállítását a Nemzeti Szalonban rendezték meg 1921-ben.
Képe szerepelt Kassán a Kelet-Szlovákiai Galéria (Východoslovenská galéria) 2020. október 1-jén megnyílt kiállításán, mely magyar festőművészek alkotásain keresztül a polgárság és az arisztokrácia öltözködési stílusát és divatját mutatta be az 1890 és 1914 közötti időszakban. A Külső megjelenés varázslatos világa (Kúzelný svet vonkajšieho zdania) című kiállítás 2021. augusztus végéig volt látogatható.